# Król Muzyki
Król Muzyki – odcinek serialu animowanego Batman: Odważni i bezwzględni. W odcinku niemiecki kompozytor Król Muzyki kontroluje ludzi poprzez śpiew, aby przejąć władzę nad światem. Odcinek miał swoją premierę 23 października 2009 roku.
Odcinek zaczyna się próbą porwania satelity ONZ przez Black Mantę, Gorillę Grodd oraz Clock Kinga. Wówczas napotykają na swojej drodze Black Canary, Zielona Strzałę i Aquamana. Nagle Black Manta zaczyna śpiewać, jednak okazuje się po chwili, że wszyscy śpiewają. 
Zastanawiając się w piosence, kto jest za to odpowiedzialny, pojawia się tytułowy bohater czyli 'Król Muzyki. Przez swój śpiew  zaczyna wszystkich hipnotyzować. Podczas pieśni "Wielki Król Muzyki" wyjaśnia swój plan oraz przedstawia retrospekcje z dzieciństwa. Pojawia się Batman, jednak zostaje zmuszony do walki z zahipnotyzowanymi bohaterami przez co Król Muzyki przejmuje władzę nad satelita i ucieka. Jednak Batmanowi udaje się uratować bohaterów z transu. W swojej kryjówce Król Muzyki dopracowuje swój plan, jednak przerywa mu Batman i rusza w pościg za Królem Muzyki, który hipnotyzuje napotkanych ludzi. W następnej scenie Black Canary wyjawia w pieśni miłość do Batmana jednak na uczucie odpowiada Król Muzyki, bohaterka wyraża pogardę dla Króla Muzyki przez co obezwładnia on Batmana i Black Canary laserem ze swojej batuty. Zostają uwięzieni w pułapce, gdzie Król Muzyki przygotowuje się do zawładnięcia światem. Bohaterom udaje się uciec, jednak nie udaje im się przeszkodzić Królowi Muzyki w zawładnięciu światem. Jednak Batman zgadza się zaśpiewać i wykorzystać w tym celu głos Black Canary. Jej krzyk niszczy sprzęt Króla Muzyki którego obezwładnia Batman. Pod koniec Black Canary i Zielona Strzała śpiewają w duecie pieśń Króla Muzyki.

## Odbiór
Premiera odbyła się 24 czerwca 2009 na Comic-Con, gdzie producent nadzorujący James Tucker zauważył, że odcinek był udany, widząc ludzi mających na sobie kostiumy Króla Muzyki po debiucie odcinka. Odcinek otrzymał owację na stojąco na debiucie ze względu na śpiewanie Króla Muzyki.
Odcinek został nominowany do nagrody Emmy i został nazwany jednym z najlepszych musicali telewizyjnych. Odcinek został użyty jako przykład zasadności serialu.

## Ścieżka dźwiękowa
Ścieżka dźwiękowa z „Król Muzyki!” została wydana w dniu 23 października 2009 roku. Zawiera 8 pieśni z odcinka i została pochwalona za muzykę, gdy krytykowano jej zwięzłość.